# Paradoxo de Banach–Tarski

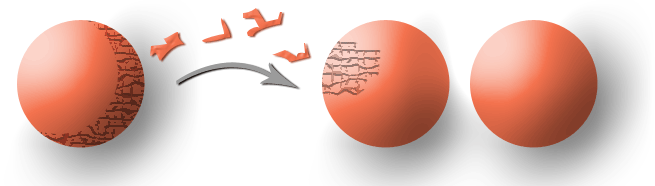
O "paradoxo" de Banach–Tarski: Uma esfera pode ser decomposta e recomposta em duas esferas cada uma do mesmo tamanho da original.

O teorema de Banach–Tarski estabelece que é possível dividir uma esfera sólida em um número finito de pedaços (em um caso particular Raphael M. Robinson dividiu em exatamente cinco pedaços), e com estes pedaços construir duas esferas, do mesmo tamanho da original. É considerado um paradoxo por ser um resultado contra-intuitivo, mas não por ser contraditório ou por introduzir contradições.
O teorema pode ser generalizado para quaisquer regiões do espaço que sejam limitadas e que tenham um interior, ou, mais especificamente:
Sejam {\displaystyle X\,} e {\displaystyle Y\,} dois subconjuntos de {\displaystyle \mathbb {R} ^{3}\,} que são limitados e cujo interior não é vazio. Então é possível decompor {\displaystyle X\,} e {\displaystyle Y\,} em partições finitas  {\displaystyle \{X_{1},X_{2},\ldots ,X_{n}\}\,} e {\displaystyle \{Y_{1},Y_{2},\ldots ,Y_{n}\}\,} tal que cada  {\displaystyle X_{i}\,} é congruente a cada {\displaystyle Y_{i}\,}.
Naturalmente não é possível cortar desta forma uma esfera real, como uma laranja, com uma faca real. Trata-se de uma abstração matemática. A demonstração prova a existência teórica de uma forma de repartir a esfera com estas características. Não há uma prova construtivista, isto é, que descreva a maneira pela qual a esfera deve ser repartida. A demonstração faz uso do axioma da escolha.
Banach e Tarski propuseram este paradoxo como uma evidência para se rejeitar o axioma da escolha, mas os matemáticos apenas consideram que o axioma da escolha tem consequências bizarras e contra-intuitivas.

## Esboço da demonstração
A demonstração se baseia na construção de duas matrizes {\displaystyle 3\times 3}. Uma destas matrizes, {\displaystyle \psi } é uma rotação de {\displaystyle 120^{\circ }} em torno do eixo {\displaystyle z}, e a outra matriz, {\displaystyle \varphi }, corresponde à reflexão sobre o plano {\displaystyle xz} seguida de uma rotação de um ângulo {\displaystyle \theta } em torno do eixo {\displaystyle y}. A primeira matriz {\displaystyle \psi } é tal que seu cubo é a matriz identidade, e a segunda é tal que seu quadrado é a identidade. Assim, cada elemento do grupo gerado por estas duas matrizes pode ser escrito como uma sequência finita de produtos da segunda matriz pela primeira matriz ({\displaystyle \psi }) ou pelo quadrado da primeira matriz ({\displaystyle \varphi ^{2}}). Caso o ângulo {\displaystyle \theta } seja tal que seu cosseno seja um número transcendente, então a representação de cada elemento deste grupo é única.
Este grupo de matrizes {\displaystyle G} pode ser decomposto em três conjuntos, {\displaystyle G_{1},G_{2}}e {\displaystyle G_{3},} com a propriedade que {\displaystyle g\,} é um elemento de {\displaystyle G_{1}} se, e somente se, {\displaystyle \psi \,g} é um elemento de {\displaystyle G_{2}\,}e {\displaystyle \psi ^{2}\,g\,}é um elemento de {\displaystyle G_{3}}. Estes conjuntos, que são compostos de rotações e reflexões, portanto transformam um conjunto de pontos em outro conjunto congruente, são usados para decompor uma esfera em uma partição{\displaystyle \{P,S_{1},S_{2},S_{3}\}}, em que {\displaystyle P\,} é um conjunto enumerável e as outras parcelas se relacionam através da rotação {\displaystyle \varphi } e da matriz {\displaystyle \varphi }:
{\displaystyle \varphi (S_{1})=S_{2}\cup S_{3}\,}
{\displaystyle \psi (S_{1})=S_{2}\,}
{\displaystyle \psi ^{2}(S_{1})=S_{3}\,}
Esta decomposição faz-se definindo-se classes de equivalência entre os elementos da esfera (excluindo o conjunto enumerável {\displaystyle P}) como {\displaystyle x\sim y\,} quando existe algum elemento {\displaystyle g\,} do grupo de matrizes tal que {\displaystyle g(x)=y\,}, e escolhendo-se o conjunto {\displaystyle C\,}com um elemento de cada classe de equivalência. Este passo requer uso do axioma da escolha. Cada conjunto {\displaystyle S_{i}\,}é obtido a partir de {\displaystyle C\,}através de elementos dos conjuntos de matrizes {\displaystyle G_{i}}, ou seja, {\displaystyle S_{i}=G_{i}(C)\,}.